# 정소파
정소파(1912년 2월 5일 ~ 2013년 7월 9일)는 대한민국의 시인이다.

## 생애
광주(현 광주광역시) 남구 사동에서 태어났다. 송정공립보통학교와 일본 와세다대학교 문학부를 나왔다. 1930년 18세에 동인지 '개벽'에 '별건곤'(別乾坤)을 게재하며 작품 활동을 시작했다. 1957년 개헌절 경축 전국 백일장에서 시조부문 대통령상인 장원을 차지했고, 동아일보 신춘문예 시조 부문에 당선됐다. 시조집 ‘산창일기’, 시집 ‘마을’, 동시집 ‘정소파 동요동시집’ 등을 냈다. 호남시조문학회 회장, 한국시조시인협회 고문, 한국문인협회 전남지부장 등을 지냈다. 창작 활동을 하면서 전남도와 광산군(현 광산구)에서 근무했고, 북성중 전남중에서 교직 생활도 했다. 2012년 대산문화재단의 ‘2012년 탄생 100주년 문학인 기념문학제’에서 고 백석, 설정식, 김용호, 이호우와 함께 생존 문인으로는 유일하게 기념 대상 작가로 선정되기도 했다.
2013년 노환으로 별세했다.